# Camerigerbeek
De Camerigerbeek is een korte beek in Nederlands Zuid-Limburg in de gemeentes Vaals en Gulpen-Wittem. De beek ligt ten oosten van Epen bij Camerig op de rechteroever van de Geul. Het grootste deel ligt de beek in de gemeente Vaals, slechts ongeveer de laatste 25 meter voeren door de buurgemeente.

## Ligging
De Camerigerbeek ligt in het Geuldal en is onderdeel van het stroomgebied van de Maas. De beek ontspringt ten noordoosten van Camerig op de westelijke helling van het Plateau van Vijlen aan de voet van het Vijlenerbos. Vanaf daar stroomt ze in noordwestelijke richting. Tussen de Wingbergerhoeve en de Eper Molen mondt de beek na ongeveer een kilometer tussen de Dorphoflossing en de Mässel uit in de Geul.
Ongeveer 400 meter naar het zuiden (stroomopwaarts) ligt de Klopdriesscherbeek en ongeveer 300 meter naar het noorden de Mässel.